# سنتز پیریدین کرونکه
سنتز پیریدین کرونکه یا کروهنکه (به انگلیسی: Kröhnke pyridine synthesis) واکنشی در سنتز آلی بین نمک‌های α-پیریدینیوم متیل کتون و ترکیبات کربونیل غیراشباع β، α است که برای تولید پیریدین‌های بسیار عامل‌دار استفاده می‌شود. پیریدین‌ها به‌طور گسترده در محصولات طبیعی و مصنوعی یافت می‌شوند، بنابراین علاقه زیادی به مسیرهای سنتز آن‌ها وجود دارد. این روش به نام فریتز کرونکه نامگذاری شده‌است.

## کشف
کرونکه در هنگام کار در دانشگاه گیسن، مشاهده کرد که زمانی که تراکم نمک‌های α-پیریدینیوم متیل کتون ۱ با ترکیبات کربونیل غیراشباع α، β ۲ از طریق واکنش مایکل با آمونیوم استات استحصال شد تا پیریدین‌های ۶٬۴٬۲-سه استخلاف‌شده را در مقادیر زیاد به دست آورد، در شرایط واکنش ملایم با بازده بالا صورت گرفت. واسطه‌های پیشنهادی، ۱٬۵-دی‌کربونیل ترکیب ۳، جدا نشده‌اند. از زمان کشف، سنتز کرونکه کاربرد وسیعی در تهیه مشتقات دی، تری و تتراپیریدین داشته‌است، و مزایای آن نسبت به واکنش‌های مرتبط مانند سنتز پیریدین هانش مشخص شده‌است.

## سازوکار
سازوکار سنتز پیریدین کرونکه با انولیزاسیون α-پیریدینیوم متیل کتون ۴ و سپس افزایش ۴٬۱ به کتون غیراشباع α، β- ۵ آغاز می‌شود تا ترکیب اضافی مایکل ۶ را تشکیل دهد که بلافاصله به ۵٬۱-دی‌کربونیل ۷ تبدیل می‌شود. افزودن آمونیاک به ترکیب ۷ و به دنبال آن آبگیری از طریق ترکیب ۸ باعث تولید ماده واسط ایمینی ۹ می‌شود، سپس ماده میانی ایمینی به انامین ۱۰ پروتونه می‌شود و با کربونیل تشکیل حلقه می‌دهد تا حد واسط ۱۱ تولید شود. سپس کاتیون پیریدینیم برای تشکیل هیدروکسی-دی‌انامین ۱۲ حذف می‌شود. آروماتیک شدن ۱۲ از طریق از دست دادن آب، هتروسیکل پیریدین مورد نظر را ایجاد می‌کند.

## همچنین ببینید
- سنتز پیریدین هانتش
- سنتز پیریدین چیچی‌بابین